# Старая улица (Сестрорецк)
Ста́рая у́лица — улица в городе Сестрорецке Курортного района Санкт-Петербурга. Проходит от Приморского шоссе до Финского залива.
Название появилось в начале XX века. Этимология не поясняется.

## Застройка
- № 2 (Приморское шоссе, 250) — дом А. К. Чубанова, 1905—1913,  Объект культурного наследия народов РФ регионального значения. Рег. № 781610571510005 (ЕГРОКН). Объект № 7831280000 (БД Викигида)